# Sudetenland

Bandiera del Sudetenland

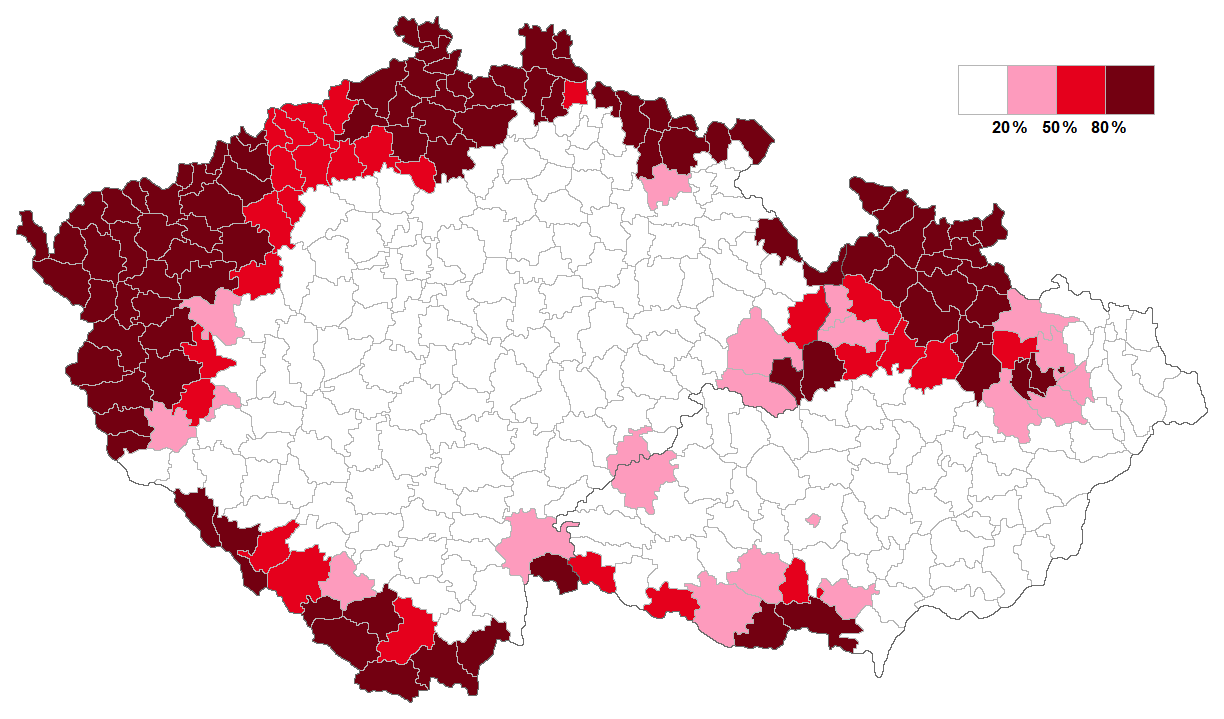
Le regioni germanofone durante il periodo interbellico in relazione agli attuali confini della Repubblica Ceca. Il colore indica la concentrazione della popolazione.

In nero, le regioni dell'attuale Repubblica Ceca con maggioranza tedesca fino alla seconda guerra mondiale

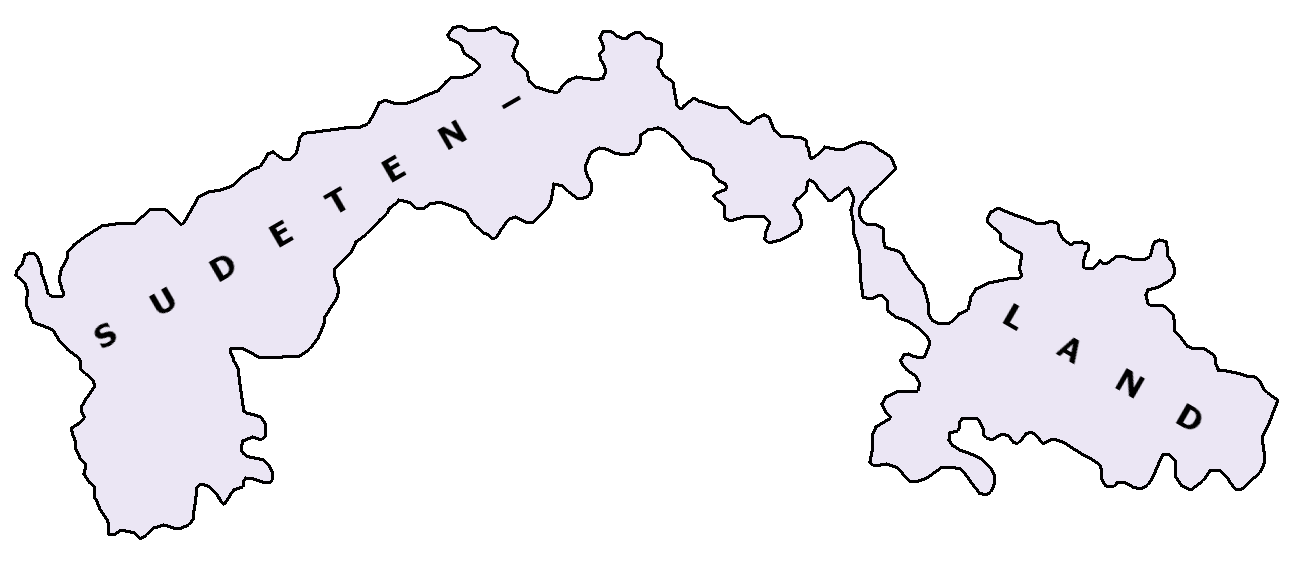
La conformazione del Sudetenland

Sudetenland (lett. "Terra dei Sudeti"; in ceco e slovacco: Sudety; in polacco: Kraj Sudetów) è il termine tedesco con cui si indicano i territori germanofoni ai bordi settentrionali, meridionali e occidentali dell'attuale Repubblica Ceca. In particolare, essi comprendevano i margini della Boemia, della Moravia e di parte della Slesia all'interno della stessa. In italiano si usa il termine Sudeti, che indica genericamente anche la regione geografica dei monti Sudeti.

## Spiegazione del toponimo
La regione prende il nome dalla catena montuosa dei Sudeti, che nel XIX secolo delimitava a settentrione le regioni austriache della Boemia, della Moravia e della Slesia Austriaca, separandole dalla Germania. Il medesimo toponimo può essere ritrovato nella provincia dei Sudeti, fondata il 29 ottobre 1918 dai rappresentanti politici della popolazione di lingua tedesca, sulla base del principio di autodeterminazione dei popoli e dei Quattordici punti (la proclamazione della provincia austriaca dei Sudeti avvenne il giorno successivo), con lo scopo di annettersi alla Repubblica dell'Austria tedesca e quindi al Reich tedesco, sottraendosi alla dominazione cecoslovacca. Il trattato di Saint-Germain tuttavia stabilì che la regione rimanesse sotto il controllo del neonato Stato Cecoslovacco.
La denominazione Sudetenland continuò comunque ad indicare le zone della Boemia e della Moravia abitate da popolazioni di lingua tedesca e gli abitanti di queste terre vennero frequentemente definiti tedeschi dei Sudeti, anziché boemi e moravi tedeschi, come era stato più comune nel XIX secolo.

## Delimitazioni

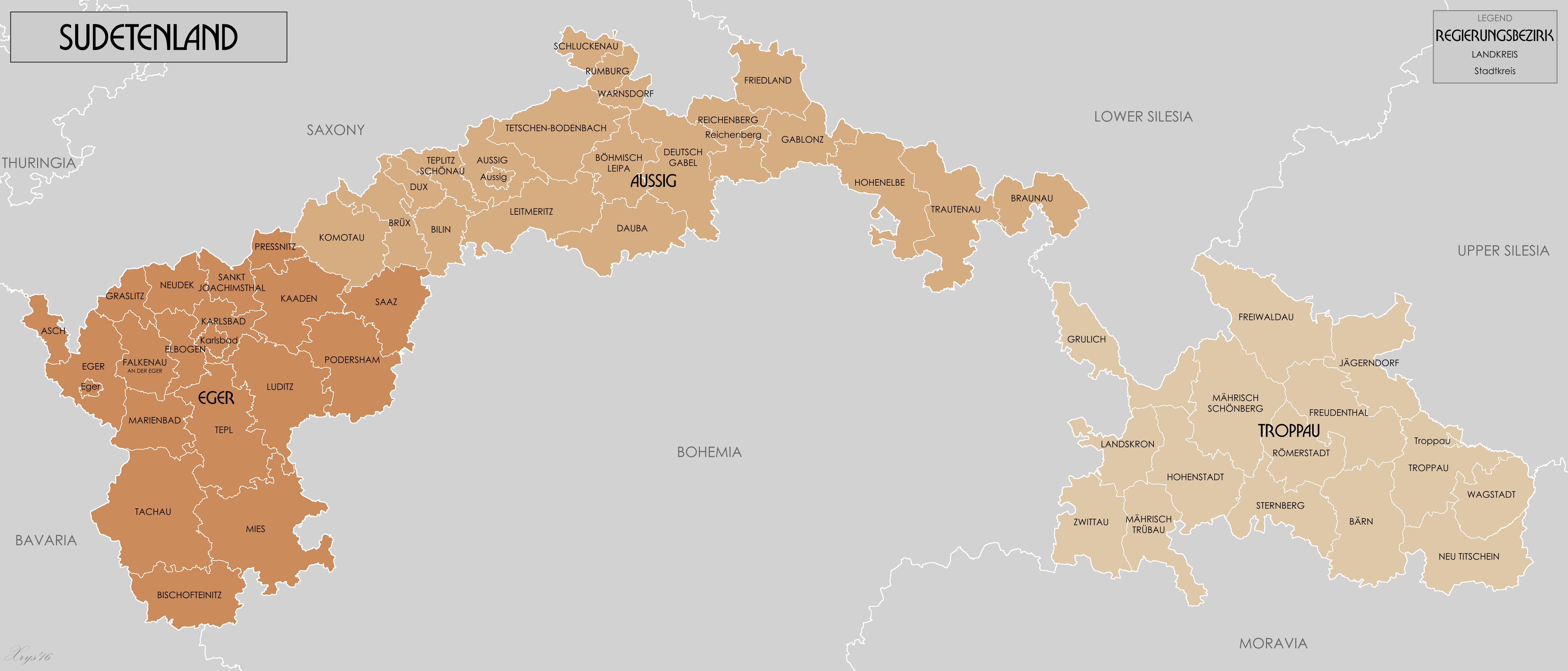
Le divisioni amministrative del Reichsgau Sudetenland nel 1944

Il Sudetenland non coincide con i territori ove sorge la catena montuosa dei Sudeti, né con i Sudetenländer (in ceco Sudetské země, letteralmente: regioni dei Sudeti, al plurale), termine usato per identificare l'unione delle regioni prima austro-ungariche e poi cecoslovacche della Boemia, della Moravia e della Slesia. La regione è piuttosto definita a partire dal 1918 come l'insieme dei territori della Boemia, della Moravia e della Slesia abitati prevalentemente da popolazioni di nazionalità tedesca.
Dopo l'annessione alla Germania di vasti territori della Cecoslovacchia avvenuta in seguito alla conferenza di Monaco il 1 e 2 ottobre 1938, con una legge del 14 aprile 1939 fu istituito il Reichsgau del Sudetenland con capoluogo Reichenberg (in lingua ceca: Liberec). Esso era costituito dalle province del Sudetenland e della Boemia Tedesca e fu soppresso alla fine della seconda guerra mondiale, l'8 maggio 1945.

## Storia
Fino al 1939 il Sudetenland non aveva mai costituito un'unità da un punto di vista amministrativo. Tuttavia tra novembre e dicembre 1918 per alcune settimane si era costituita un'omonima provincia, comprendente la Moravia Settentrionale e la Slesia Sudeta. Lo stesso termine Sudetenland, inteso come denominazione per una regione abitata da popolazioni di lingua tedesca, cominciò ad essere usato soltanto tra la fine del XIX e l'inizio del XX secolo. A partire dalla metà del XIX secolo il termine "Sudetenländer" era stato usato limitatamente alle regioni boeme.

### Storia fino al 1918

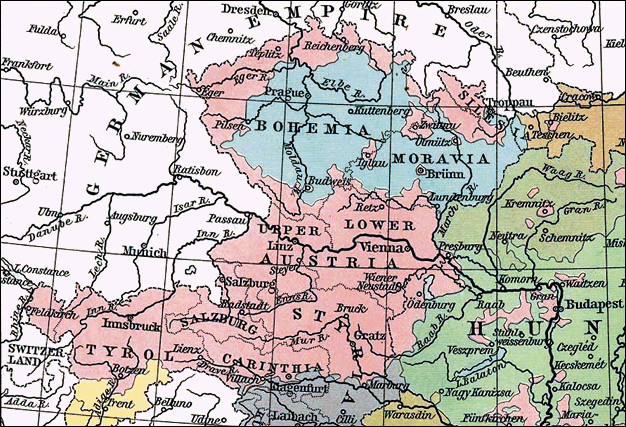
Regioni abitate prevalentemente da popolazioni di lingua tedesca (in rosso) nell'Impero Austroungarico (Distribution of Races in Austria-Hungary, in: The Historical Atlas, di William R. Shepherd, 1911)

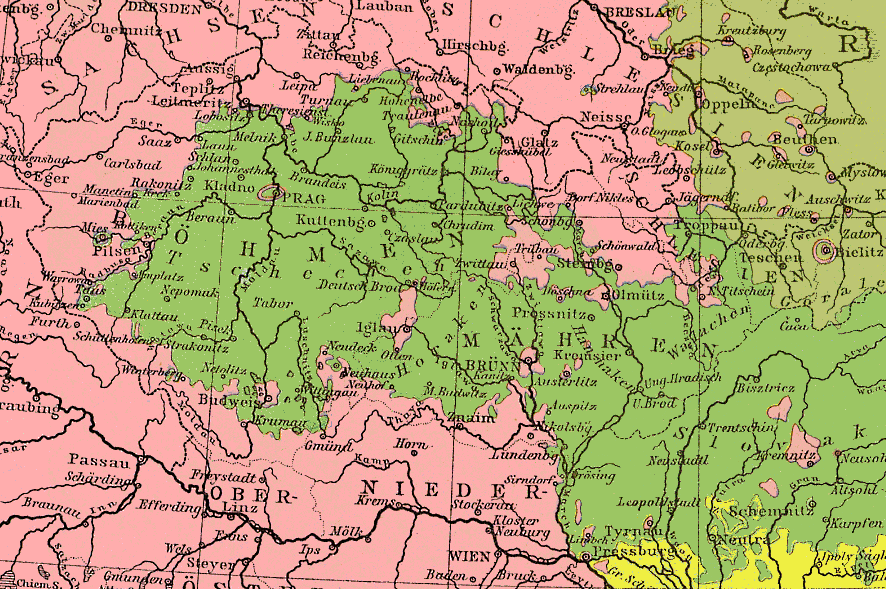
Ritaglio della mappa dei popoli dell'Austria-Ungheria (Völkerkarte von Oesterreich-Ungarn, Andrées Weltatlas del 1880): i germani in rosso e gli slavi in verde

In base alle più antiche fonti storiografiche disponibili, la regione, in cui si erano insediate popolazioni celtiche, fu colonizzata e dominata nel I secolo d.C. dalla popolazione germanica dei Marcomanni. Essi commerciarono con i Romani, ma si scontrarono anche ripetutamente con le loro mire espansionistiche, a cui si opposero efficacemente sotto la guida di Maroboduo. Le migrazioni dei secoli successivi, che portarono le popolazioni germaniche dell'Europa centrale ad acquisire sempre più terre e potere ai danni dell'impero romano, interessarono in modo significativo anche la Boemia. Nel VI secolo la regione fu colonizzata da popolazioni slave. Secondo una leggenda, il primo nucleo del popolo ceco si stabilì su monte Říp, condotti da Praotec Čech (Progenitore Ceco). Probabilmente essi giunsero da est, dopo aver superato i Monti Tatra; non è tuttavia esclusa una provenienza dall'odierna Croazia. I ritrovamenti archeologici confermano che fino all'arrivo dei primi slavi, la regione era ancora abitata da germani e che le due popolazioni continuarono a convivere pacificamente per parecchi secoli.
A partire dal XII secolo la Boemia e la Moravia erano politicamente unite sotto la corona di Boemia, parte del Sacro Romano Impero, ma con una maggiore autonomia rispetto agli Stati Imperiali (la Boemia era l'unico regno nell'impero).
Nel XII e XIII queste terre furono meta di ondate migratorie tedesche. I nuovi arrivati si stanziarono prevalentemente nelle zone confinarie o in alcune città fondate recentemente da o con un significativo apporto degli immigrati. Ciò contribuì a diffondere alcuni elementi caratteristici della civiltà comunale tedesca, come le corporazioni e soprattutto l'organizzazione politica comunale nelle sue varie forme. Vari territori che sarebbero diventati in seguito di lingua tedesca erano fino alla guerra dei trent'anni prevalentemente abitati da cechi. In seguito allo spopolamento dovuto alle vicende militari ed alle successive epidemie e carestie, venne incoraggiato il ripopolamento da parte di coloni tedeschi. Le iscrizioni funerarie medievali e della prima età moderna in queste regioni erano pertanto prevalentemente in lingua ceca o latina, così come i documenti conservati negli archivi comunali. Un caso a parte è invece la regione attorno alla città di Cheb, che fu data in pegno alla Boemia nel 1322 e non fu mai riscattata, passando così definitivamente al Regno di Boemia nel 1806.
Fino al 1806 la Boemia, la Moravia e la Slesia appartennero al Sacro Romano Impero, a partire dal 1804 all'Impero austriaco. Quando dopo l'Ausgleich (compromesso) del 1867 l'impero divenne austro-ungarico, la Boemia, la Moravia e la Slesia austriaca passarono alla metà occidentale dell'impero, la Cisleitania. Tra il 1848 e la prima guerra mondiale ci furono delle trattative per un accordo con la popolazione ceca (un Ausgleich austro-ceco), che però non andarono a buon fine.
La minoranza tedesca di queste regioni sperava di mantenere il tedesco come lingua dominante di tutta la Cisleitania, mentre i cechi contestavano l'autorità stessa del parlamento austriaco sulle terre boeme e fecero frequentemente ostruzionismo al parlamento di Vienna. Il tentativo del primo ministro Kazimierz Badeni di introdurre il bilinguismo nelle regioni boeme si scontrò con la dura resistenza della popolazione tedesca (e dei funzionari pubblici, che avrebbero dovuto imparare il ceco), che sfociò in disordini a Vienna. Già durante la prima guerra mondiale fu pertanto chiaro, che i cechi erano intenzionati a ottenere un loro Stato nel dopoguerra; nel 1917 ciò fu formulato esplicitamente al parlamento di Vienna.

### Gli anni 1918/1919
Dopo la sconfitta dell'Impero austro-ungarico e la sua dissoluzione, il 21 ottobre si formò un'assemblea nazionale austro-tedesca con la partecipazione dei parlamentari di lingua tedesca del Reichsrat provenienti dalla Boemia, dalla Moravia e dalla Slesia austriaca. Il 30 ottobre essa promulgò una costituzione provvisoria per la neonata Repubblica dell'Austria tedesca, formalmente proclamata il 12 novembre 1918. I territori della Boemia, della Moravia e della Slesia austriaca furono reclamati dalla Cecoslovacchia, la cui indipendenza era stata proclamata il 28 ottobre, e furono occupati dalle truppe cecoslovacche a partire dalla fine di novembre.
Gli abitanti tedeschi della Boemia, della Moravia e della Slesia austriaca, per i quali in seguito si è usata la denominazione di tedeschi dei Sudeti, avevano caldeggiato la creazione di quattro province sotto il controllo dell'Austria tedesca:
1. La Boemia tedesca;
2. Il Böhmerwaldgau (che avrebbe dovuto far parte dell'Alta Austria);
3. La Moravia meridionale tedesca (che avrebbe dovuto far parte della Bassa Austria);
4. La provincia del Sudetenland.

In un'intervista al quotidiano francese Le Matin del 10 gennaio 1919 il primo presidente cecoslovacco Masaryk dichiarò:
Il 16 febbraio 1919 nell'Austria tedesca si tennero le elezioni per l'assemblea costituente nazionale. Ai tedeschi della Boemia, della Moravia e della Slesia austriaca fu impedito dalle autorità cecoslovacche di partecipare a tale elezione. Il 4 marzo 1919 la neoeletta assemblea costituente si riunì per la prima seduta a Vienna. In tale occasione i tedeschi della Cecoslovacchia scesero in piazza per manifestare per il diritto all'autodeterminazione e l'annessione all'Austria tedesca. Durante la repressione delle forze dell'ordine cecoslovacche persero la vita 54 tedeschi e due cechi. Il 5 marzo 1919 Karl Renner argomentò davanti all'assemblea nazionale che 3,5 milioni di tedeschi sarebbero stati privati del diritto di autodeterminazione.
Il trattato di Saint-Germain del settembre 1919 confermò infine la sovranità cecoslovacca sui territori contesi. Le potenze vincitrici avevano deciso di non frammentare i territori storici della corona boema. Le catene montuose che delimitavano il quadrilatero boemo costituirono così una difesa naturale contro possibili attacchi militari da parte della Germania o dell'Austria, considerate responsabili dello scoppio della prima guerra mondiale. In contrasto con i Quattordici punti del presidente americano Wilson non fu previsto alcun referendum, come invece si era tenuto nell'Alta Slesia.
All'epoca, nel Sudetenland abitavano soltanto circa 82.000 cechi. Tra il 1920 ed il 1935 si insediarono ulteriori 237.000 cechi, provenienti dalle zone di confine con la Slovacchia, dalla Polonia e dall'Ungheria.

### Dal 1919 fino alla conferenza di Monaco

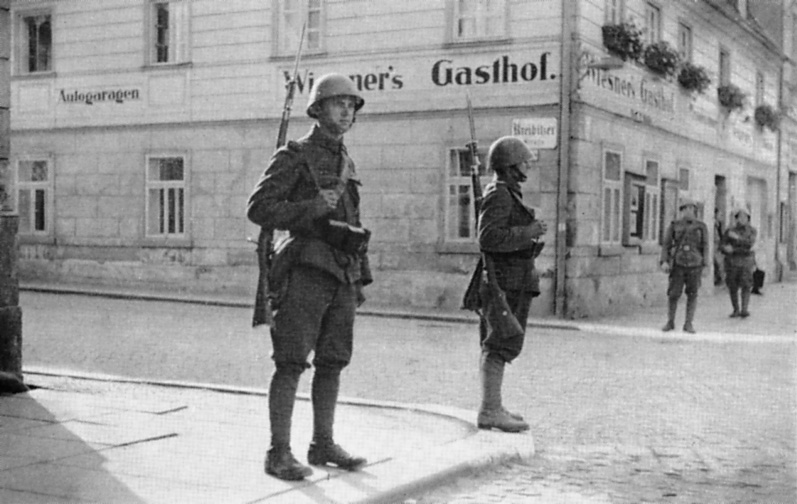
Soldati dell'esercito cecoslovacco davanti al "Gasthof Wiesner“ a Krásná Lípa, settembre 1938.

Tutte le componenti etniche del neonato Stato plurinazionale cecoslovacco disponevano di una propria rappresentanza politica in parlamento e di un proprio sistema scolastico, i deputati potevano esprimersi ciascuno nella propria lingua madre. Numericamente i tedeschi costituivano il secondo gruppo linguistico dello Stato, dopo i cechi, ma prima degli slovacchi. Tuttavia, al fine di rafforzare il proprio influsso, cechi e slovacchi venivano considerati come un unico popolo, che pertanto era largamente maggioritario. I diritti delle minoranze tedesca, ungherese, polacca e rutena furono sempre garantiti, ma i territori da esse abitati non ebbero alcuna forma di autonomia.
Le tensioni sembrarono attenuarsi negli anni '20, quando in due successive elezioni i cittadini di lingua tedesca votarono in maggioranza per partiti favorevoli ad un'integrazione. Ciononostante, molti tedeschi dei Sudeti continuarono a rifiutare la propria appartenenza alla Cecoslovacchia.
Il 1º ottobre 1933 Konrad Henlein fondò il partito Sudetendeutsche Partei (SdP), che inizialmente puntava al riconoscimento di una maggiore autonomia per il Sudetenland da parte della Cecoslovacchia. In seguito, il partito si avvicinò sempre di più alle posizioni di Adolf Hitler e del suo Partito Nazionalsocialista Tedesco dei Lavoratori, che nel frattempo aveva preso il potere in Germania.
I successi elettorali del partito di Henlein negli anni 1935 e 1936 sono segno di un diffuso malcontento tra la popolazione delle regioni di confine della Cecoslovacchia, dovuto principalmente alla scarsità di investimenti pubblici in tali aree e alla difficoltà della popolazione di lingua tedesca di ottenere impieghi pubblici, ad esempio, nelle ferrovie o nelle poste.
Nel novembre del 1937 Hitler rese partecipi i comandanti della Wehrmacht dei suoi piani di annessione dell'Austria e sottomissione della Cecoslovacchia, come primo passo della creazione di un Lebensraum a est. Nell'aprile 1938 egli confermò i suoi piani in un discorso all'esercito. La Sudentendeutsche Partei di Henlein appoggiò apertamente la linea di Hitler e preparò il terreno per l'invasione, sottoponendo al governo di Praga una lunga lista di richieste tedesche, con l'effetto di accentuare le tensioni politiche.
Sempre più sotto pressione, nel maggio 1938 la Cecoslovacchia annunciò la mobilitazione dell'esercito, facendo riferimento a informazioni su un imminente attacco tedesco. Gli alleati francesi e inglesi non poterono fare altro che annunciare il proprio appoggio. La Germania da parte sua puntava a un'escalation della crisi e a sua volta mise l'esercito in stato di allerta.
Due settimane prima che Hitler, Mussolini, Chamberlain e Daladier si incontrassero a Monaco, Henlein voltò definitivamente le spalle all'ordinamento democratico dello Stato cecoslovacco. Il 14 settembre 1938 sospese le trattative col governo di Praga e trasferì la dirigenza del suo partito oltre confine, in Baviera. A nome della popolazione tedesca dei Sudeti dichiarò: "Vogliamo tornare a casa nel Reich!" e formò un'unità paramilitare chiamata Sudetendeutsches Freikorps. Nelle due settimane che precedettero l'accordo di Monaco tali gruppi paramilitari effettuarono oltre 300 "azioni" in territorio cecoslovacco che costarono la vita a 110 persone.
Nel settembre 1938 questo tentativo di colpo di Stato organizzato da Hitler nel Sudetenland fallì, grazie alla resistenza della popolazione e dell'esercito ceco, ma anche di una parte della popolazione tedesca che si opponeva al regime nazista. Il mancato appoggio al tentativo di colpo di Stato da parte della popolazione di origine tedesca tedesca fu decisivo per il suo fallimento.
Wenzel Jaksch, presidente del Partito Socialdemocratico dei lavoratori tedeschi nella Repubblica Cecoslovacca nel settembre 1938 formulò il seguente appello ai suoi concittadini:
(Wenzel Jaksch)
Il 26 settembre il presidente degli Stati Uniti Franklin Delano Roosevelt inviò un appello a Hitler affinché negoziasse quello che richiedeva con la Cecoslovacchia piuttosto che utilizzare la forza. La risposta di Hitler fu che la Germania aveva i diritti sulla regione definendo "vergognoso" il trattato di Versailles, che aveva assegnato i Sudeti alla Cecoslovacchia, mentre si trattava di un territorio intrinsecamente tedesco, facendo della Germania un "paria" nella comunità delle nazioni. Per questo motivo la loro annessione al Terzo reich avrebbe semplicemente riportato l'area alle sue radici storiche e culturali, e ciò avrebbe giustificato l'invasione tedesca dei Sudeti. Hitler però assicurò a Roosevelt che desiderava evitare un'altra guerra su larga scala in Europa.

### L'accordo di Monaco e l'occupazione tedesca della Cecoslovacchia

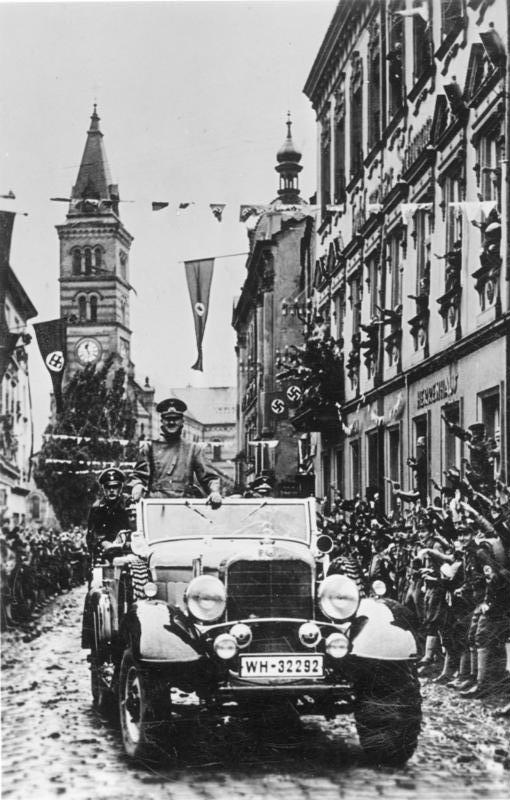
Adolf Hitler durante una parata militare il 4 ottobre 1938 a Kraslice in occasione dell'Anschluss del Sudetenland

Tramite l'accordo di Monaco, siglato grazie alla mediazione di Benito Mussolini, il governo britannico di Neville Chamberlain e quello francese di Édouard Daladier riuscirono a scongiurare un intervento militare da parte di Hitler, senza però impedire a quest'ultimo il raggiungimento dei propri obiettivi. Il governo cecoslovacco guidato dal presidente Beneš fu escluso dalle trattative. Dopo che l'accordo fu siglato il 30 settembre 1938, tra l'1 ed il 2 ottobre fu completata l'annessione del Sudetenland da parte della Germania. I territori annessi erano abitati da 3,63 milioni di persone, di cui 2,9 milioni di tedeschi e 700.000 cechi. Questi ultimi dovettero trasferirsi nei territori rimasti cecoslovacchi. Anche molti tedeschi oppositori politici del regime nazista fuggirono verso le regioni più interne della Boemia e della Moravia, per continuare da lì la loro lotta. La maggior parte di essi però fu rimpatriata dalle autorità, lasciandoli alla mercé del regime nazista.
Il 14 aprile 1939 la maggior parte del Sudetenland entrò a far parte della regione amministrativa del Reichsgau Sudetenland, composta da 3167 Comuni, abitati da un totale di 2,94 milioni di persone. Altri 543 Comuni nella zona meridionale del Sudentenald entrarono a far parte del Gau Bayerische Ostmark in Baviera e dei Reichsgau Oberdonau (Alta Austria) e Niederdonau (Bassa Austria); entrarono a far parte del Reichsgau Niederdonau anche i Comuni di Devín e Petržalka vicino a Bratislava. I 38 Comuni della regione di Hlučín a est, con i loro 52 967 abitanti, entrarono invece a far parte del Landkreis Ratibor nella provincia prussiana dell'Alta Slesia.
Già un mese prima della costituzione del Reichsgau Sudetenland, il 15 marzo 1939, fu occupata anche la restante Cecoslovacchia, e fu creato il Protettorato di Boemia e Moravia. Il confine tra il protettorato ed il Sudetenland poteva essere attraversato solo con dei permessi speciali; le barriere doganali furono tuttavia soppresse il 18 settembre 1940.

### Concessione collettiva della cittadinanza tedesca
In occasione del censimento del 1910, 3 489 711 abitanti della Boemia, della Moravia e della Slesia Austriaca indicarono il tedesco come lingua madre.
La popolazione di nazionalità tedesca che nel 1945-1946 in seguito ai decreti Beneš fu espropriata ed espulsa dal Sudetenland, aveva ottenuto la cittadinanza tedesca in seguito ad un accordo tra il governo tedesco e quello cecoslovacco siglato il 20 novembre 1938, con validità a partire dal 10 ottobre 1938. La popolazione di nazionalità tedesca nei territori del Protettorato della Boemia e Moravia ottenne invece la cittadinanza a seguito di una legge del 20 aprile 1939, integrata da una legge del 6 giugno 1941, con valenza retroattiva a far data dal 16 marzo 1939.
La legittimità di tali concessioni collettive della cittadinanza tedesca fu messa in discussione nella Germania del dopoguerra e fu definitivamente stabilita da una sentenza della Corte costituzionale del 28 maggio 1952, che fu alla base dalla legge per la regolamentazione delle questioni relative alla cittadinanza tedesca, approvata il 22 febbraio 1955. Essa confermò la validità della cittadinanza tedesca concessa ai tedeschi del Sudetenland e del Protettorato di Boemia e Moravia, esclusi i casi di esplicita rinuncia da parte dei diretti interessati.

### Interpretazioni e reazioni

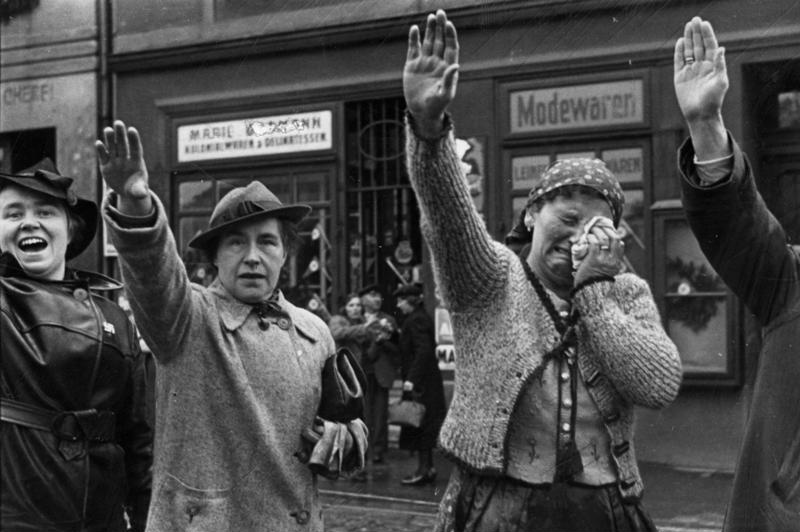
Saluto nazista da parte di alcuni abitanti di Cheb

Tramite l'accordo di Monaco del 29 settembre 1938 (definito, da parte ceca, "Diktat di Monaco", in ceco "Mnichovský diktát", o anche "tradimento di Monaco", in ceco "Mnichovská zrada"), la popolazione tedesca del Sudetenland vide infine riconosciuto il proprio diritto all'autodeterminazione, a cui aspirava fin dalla caduta dell'Austria-Ungheria nel 1918, ma che le era stato negato dal trattato di Saint-Germain. Si può evincere tale punto di vista dal discorso dell'ex cancelliere austriaco Karl Renner, che era originario della Moravia meridionale, in occasione dell'Anschluss nel marzo 1938. D'altra parte, tale diritto all'autodeterminazione, nello specifico contesto dell'epoca, ebbe come conseguenza la sottomissione del Sudetenland al regime nazista. Nonostante ciò, la stragrande maggioranza della popolazione appoggiò l'annessione alla Germania.
Pochi mesi dopo l'accordo di Monaco, l'ex presidente cecoslovacco Edvard Beneš, che nel frattempo si era dimesso e rifugiato a Londra, iniziò a sviluppare dei piani per recuperare i territori persi e togliere la cittadinanza alla popolazione tedesca residente.

### Seconda guerra mondiale
Immediatamente dopo l'inizio della seconda guerra mondiale l'ex presidente cecoslovacco Edvard Beneš fondò il comitato nazionale cecoslovacco, riconosciuto dal governo britannico e da quello francese. In seguito all'occupazione della Francia nel giugno 1940 i britannici riconobbero il gruppo attorno a Beneš come governo cecoslovacco in esilio, sotto la presidenza di Beneš. Ciò rafforzò Beneš nei suoi progetti di ristabilire lo Stato Cecoslovacco, incluso il Sudetenland, e di togliere la cittadinanza alle minoranze tedesca, ungherese e polacca.
Ben prima della fine della guerra il progetto di Beneš ottenne il supporto degli alleati. I decreti Beneš approvati dopo la fine della guerra, furono di fatto già formulati nel 1943.

### Espulsione dei tedeschi dei Sudeti
Dopo la fine della seconda guerra mondiale il programma elaborato dal governo cecoslovacco in esilio fu messo in pratica. Beneš promulgò i cosiddetti decreti Beneš, che prevedevano l'esproprio e l'espulsione dei tedeschi dei Sudeti e degli ungheresi residenti in territorio cecoslovacco (le misure riguardanti gli ungheresi furono annullate nel 1948). I tedeschi che non poterono univocamente dimostrare le proprie convinzioni anti naziste furono contrassegnati con una "N" (per "Němec" = tedesco) ed espulsi. Altri furono temporaneamente internati in campi di lavoro ed impiegati ad esempio nelle miniere di carbone o per lavori agricoli. Nel caso degli ungheresi si procedette solo ad un parziale scambio con popolazioni slovacche residenti in Ungheria. Anche i tedeschi che avevano potuto dimostrare la loro opposizione al regime nazista furono in molti casi invitati a lasciare "volontariamente" il Paese.
Complessivamente furono espulsi circa 3 dei 3,2 milioni di tedeschi del Sudetenland. Vi sono stime discordanti su quanti tedeschi dei Sudeti persero la vita in questo periodo (si va dai 30.000 ai 240.000); i dati riportati nell'Archivio federale tedesco riportano stime di 60.000-70.000 morti. Dal maggio 1945 ai censimenti tenuti nella Repubblica Federale Tedesca e nella Repubblica Democratica Tedesca nel 1950 il numero dei tedeschi originari dei Sudeti risulta diminuito di circa 200 000 unità.
Il comunista austriaco Leopold Grünwald, originario del Sudetenland, commentò:

### Dopoguerra
Dopo l'espulsione dei circa tre milioni di tedeschi, la popolazione ceca residente iniziò a chiamare tutta la regione "terra di confine", comprese alcune ex isole linguistiche tedesche dell'interno. Da un punto di vista demografico, la popolazione tedesca esiliata fu sostituita da una massiccia immigrazione di circa un milione di cechi provenienti dalle zone più interne della Boemia e della Moravia, che si affiancarono ai circa 600.000 cittadini cechi già presenti prima della guerra, a 200.000 cosiddetti rimpatriati, cioè cittadini cechi provenienti dall'Ucraina, dall'Austria o dall'Europa occidentale, a 200.000 slovacchi, a 200.000 tedeschi rimasti (buona parte dei quali negli anni successivi avrebbe lasciato il paese), oltre a svariate migliaia di persone di differenti nazionalità, tra cui Rom (secondo alcune fonti si tratterebbe di centinaia di migliaia di persone), ungheresi e romeni. Complessivamente gli abitanti della regione nel dopoguerra erano circa 2,5 milioni, concentrati nelle aree economicamente più sviluppate, mentre le zone più povere subirono un massiccio spopolamento.
La maggior parte dei nuovi abitanti si insediarono in luoghi che per loro fino a quel momento erano totalmente estranei. Gli immobili espropriati a tedeschi e ungheresi furono assegnati gratuitamente a cittadini cechi e slovacchi che soddisfacessero determinati criteri prefissati. Alcuni si appropriarono con la forza della casa, prima che i precedenti proprietari la abbandonassero. Circa 44.000 ungheresi furono inoltre deportati nelle zone abbandonate dai tedeschi per svolgere determinati lavori; dopo circa due anni fu loro consentito di ritornare nella Slovacchia meridionale, cosa che effettivamente fecero circa in 24.000. Numerosi nuovi abitanti della regione erano considerati "poco affidabili" o "di difficile socializzazione" dal governo, altri furono attratti da possibilità di carriera o ascesa sociale. Uno degli scopi del governo comunista era quello di insediare cittadini non condizionati dalle precedenti tradizioni borghesi e portati a conformarsi all'ideologia di partito.
Tramite la redistribuzione degli immobili espropriati, considerata da molti un conguaglio per i torti subiti durante l'occupazione nazista, la popolazione ceca vide rapidamente incrementarsi il proprio benessere. Fino a qualche anno fa la politica di espropri dell'immediato dopoguerra ha portato con sé tensioni tra i governi tedesco, austriaco ed ungherese da una parte e quello ceco dall'altra. Il 27 febbraio 1992 la Germania e la Cecoslovacchia firmarono un accordo di amichevole collaborazione, anche per superate questo storico conflitto.
In conseguenza degli eventi migratori descritti, nel dopoguerra la popolazione delle zone di confine della Cecoslovacchia era composta per circa due terzi da persone non autoctone, portando ad una radicale modificazione della struttura etnica, culturale ed economica. Fino ad oggi si continuano ad osservare notevoli fluttuazioni demografiche. Nei primi anni si diffuse l'opinione, tuttora strumentalizzata politicamente, che l'insediamento nelle zone di confine fosse di natura provvisoria e che fosse ragionevole aspettarsi un ritorno dei tedeschi che avevano abbandonato il Sudetenland. Molte abitazioni, specialmente quelle più prossime al confine tedesco, rimasero disabitate o furono demolite oppure abbandonate al degrado. In seguito all'apertura dei confini, molti tedeschi iniziarono a fare acquisti oltre confine attratti dai prezzi più bassi, senza tuttavia dare un vero impulso all'economia, caratterizzata da una forte disoccupazione, da un fiorente mercato della prostituzione e da un elevato tasso di criminalità.

### Politica di distensione
La distensione dei rapporti tra Germania e Repubblica Ceca è stata uno degli obiettivi principali di una dichiarazione congiunta del gennaio 1997. Tale dichiarazione non accolse le richieste delle associazioni dei tedeschi dei Sudeti, definiti nel 2002 dal primo ministro ceco Miloš Zeman la "quinta colonna di Hitler" e distruttori della democrazia cecoslovacca.
Le associazioni dei tedeschi del Sudetenland organizzano degli incontri annuali. Inizialmente tali incontri erano focalizzati sulle ingiustizie subite, mentre oggi prevalgono toni europeisti e concilianti.
Il presidente ceco Václav Klaus nell'ottobre 2009 dichiarò che il suo paese avrebbe firmato il trattato di Lisbona solo a condizione che la carta dei diritti fondamentali dell'Unione europea non venisse applicata in Repubblica Ceca. La ragione erano i timori che i tedeschi espropriati dei loro beni potessero fare causa di fronte ad un tribunale internazionale per ottenere dei risarcimenti.
Negli ultimi anni è stata portata avanti una politica di distensione tra istituzioni e associazioni ceche da una parte, il Land della Baviera e le associazioni dei tedeschi del Sudetenland dall'altra. In questo contesto ci sono stati numerosi gesti di riconciliazione da entrambe le parti. Numerose associazioni culturali ceche si sono poste come obiettivo una rielaborazione delle vicende storiche di questi territori. A ciò va aggiunto un crescente numero di gemellaggi tra comuni e associazioni dalle due parti del confine.

## Lingua
Siccome oggi non esistono più comunità linguistiche chiuse di tedeschi del Sudetenland, i dialetti di queste popolazioni sono ad altissimo rischio di estinzione. Essi si suddividono in cinque famiglie:
- bavarese centrale (Moravia meridionale, media e bassa Selva Boema, Hřebečsko, le isole linguistiche di České Budějovice, Vyškov, Brno e Olomouc)
- bavarese settentrionale (Boemia occidentale, inclusa la regione di Cheb, e l'isola linguistica di Jihlava)
- dialetti della Franconia orientale (dalla Boemia nord-occidentale fino alla regione di Bamberga, presente anche nella regione Hřebečsko e nella Moravia centro-settentrionale)
- alto sassone (Boemia Settentrionale a ovest di Děčín e con contaminazioni di bavarese settentrionale nell'isola linguistica di Jihlava)
- dialetti della Lusazia e della Slesia (Boemia settentrionale a est di Děčín, Boemia orientale, Moravia settentrionale, Slesia Sudeta).

## Principali comuni e città
Ecco un elenco dei principali centri abitati del Sudetenland, tra parentesi il toponimo tedesco.
- Aš (Asch)
- Břeclav (Lundenburg) – nel 1938 fu annesso alla Germania per via di una risicata maggioranza tedesca nel censimento del 1910
- Broumov (Braunau)
- Bruntál (Freudenthal)
- Česká Lípa (Böhmisch-Leipa)
- České Velenice (originariamente Unterwielands, dal 1938 al 1945 Gmünd III)
- Český Krumlov (Böhmisch Krumau)
- Cheb (Eger)
- Chomutov (Komotau) – con una minoranza ceca dal tardo XIX secolo
- Děčín (Tetschen-Bodenbach)
- Duchcov (Dux)
- Františkovy Lázně (Franzensbad)
- Frýdlant (Friedland)
- Horní Litvínov (Oberleutensdorf)
- Horšovský Týn (Bischofteinitz)
- Jablonec nad Nisou (Gablonz)
- Jáchymov (Sankt Joachimsthal)
- Jeseník (Freiwaldau)
- Jihlava (Iglau) – con una minoranza ceca; nel 1938 non fu annessa alla Germania in quanto isola linguistica dell'interno.
- Karlovy Vary (Karlsbad)
- Kopřivnice (Nesselsdorf)
- Králíky (Grulich)
- Kraslice (Graslitz)
- Krnov (Jägerndorf)
- Liberec (Reichenberg)
- Litoměřice (Leitmeritz)
- Loket (Elbogen)
- Mariánské Lázně (Marienbad)
- Město Albrechtice (Olbersdorf)
- Mikulov (Nikolsburg)
- Most (Brüx) – a partire dagli anni 1930 ebbe una leggera maggioranza ceca nella popolazione in seguito all'immigrazione di minatori a partire dal 1860.
- Nový Jičín (Neutitschein)
- Olomouc (Olmütz) – nel 1938 non fu annessa alla Germania in quanto isola linguistica dell'interno.
- Opava (Troppau)
- Prachatice (Prachatitz)
- Sokolov (Falkenau)
- Rumburk (Rumburg)
- Šternberk (Sternberg)
- Stříbro (Mies)
- Šumperk (Mährisch-Schönberg)
- Teplá (Tepl)
- Teplice (Teplitz-Schönau)
- Trutnov (Trautenau)
- Ústí nad Labem (Aussig)
- Varnsdorf (Warnsdorf)
- Vimperk (Winterberg)
- Vrchlabí (Hohenelbe)
- Žatec (Saaz)
- Železná Ruda (Markt Eisenstein)
- Znojmo (Znaim)